# Bissaga
Bissaga est une localité de la région du Centre au Cameroun, localisée dans la commune de Nanga-Eboko et le département de la Haute-Sanaga.

## Population
En 1963, Bissaga comptait 549 habitants, principalement des Yangafouk.
Lors du recensement de 2005, ce nombre s'élevait à 472.